# 周行义
周行义（1915年—1998年1月），地方教会傳道人，圣经学者，圣经希腊文研究专家，倪柝声的全时间同工。
周行义出生在中国上海一個基督徒家庭，是牧师的儿子。就读于东吴大学二附中高中二年时，热心侍奉，与老师唐守临、同班同学江守道等发起在学校聚会（他俩也是牧师的儿子），每周三次，吸引全校三分之一的人都来聚会。周行义约在1930年转入倪柝声所在的文德里聚会，此后唐守临、江守道也从公会转入地方教会。1931年周行义中学毕业，搬到文德里，跟倪柝声学习事奉主，成为他的全时间青年同工。后来倪柝声所有的讲台都是由他作讲台信息速记。
1948年和1949年的两次鼓岭训练，周行义都参与其中。
1980年代，唐守临、周行义恢复上海地方教会的聚会。

## 著作
- 标注原文希腊字的新约圣经经文汇编
- 新约圣经（汉希英逐字五对照）